# Csitár
Csitár – wieś i gmina w północnej części Węgier, w pobliżu miasta Balassagyarmat. Miejscowość leży na obszarze Średniogórza Północnowęgierskiego, w pobliżu granicy ze Słowacją. Administracyjnie osada należy do powiatu Balassagyarmat, wchodzącego w skład komitatu Nógrád.
Gmina Csitár zajmuje obszar 16,85 km²; w 2009 roku była zamieszkana przez 398 osób.